# Natascha Honegger
Natascha Honegger, née le 27 septembre 1997 à Uster en Suisse, est une footballeuse internationale brésilienne évoluant au poste de gardienne de but au Paris FC.

## Biographie

### Carrière en club
Natascha Honegger commence à l'école de football du FC Zurich d'abord en tant que joueuse de champ. Elle devient finalement gardienne de but et, après des expériences au FC Witikon et au FC Derendingen, rejoint le FC Luzerne à l'âge de 19 ans, en 2017. En juillet 2019, elle signe au Paris FC, en D1 féminine, pour deux ans.

### Carrière en sélection
Née en Suisse d'une mère brésilienne et d'un père suisse, Natascha Honegger possède la double nationalité suisse et brésilienne. Ainsi, elle dispute avec la sélection helvétique l'Euro U19 en 2016. En 2019, elle est appelée chez les A mais décide de privilégier le Brésil,.
L'année suivante, elle est appelée par surprise dans la sélection du Brésil pour disputer le Tournoi de France. Elle effectue sa première sélection face aux Pays-Bas (0-0) en entrant après la mi-temps.

## Statistiques
| Saison                | Club                  | Championnat           | Championnat | Championnat | Coupe(s) nationale(s) | Coupe(s) nationale(s) | Total | Total |
| Saison                | Club                  | Division              | M.          | B.          | M.                    | B.                    | M.    | B.    |
| 2019-2020             | Paris FC              | Division 1            | 5           | 0           | 1                     | 0                     | 6     | 0     |
| Total sur la carrière | Total sur la carrière | Total sur la carrière | 5           | 0           | 1                     | 0                     | 6     | 0     |